# 上阿尔萨斯大学
上阿尔萨斯大学（Université de Haute-Alsace，简称UHA）是法国大东部大区上莱茵省内的公立综合性大学，校区分布在米卢斯与科尔马两市。大学名称取自历史上“上阿尔萨斯”省份名称。上阿尔萨斯大学与斯特拉斯堡大学共同组成阿尔萨斯欧洲大学联盟。

## 历史
上阿尔萨斯大学的起源可以追溯到1822年成立的米卢斯化学夜校和1861年的米卢斯纺织学校。前者用于评估纺织业染料混合物的质量，后者则为纺织和机械工业培养技术人才。这些学校诞生于当地工业家、城市和商会的合作之中，并促成了日后大学的部分学院。
1958年，米卢斯科学学院在斯特拉斯堡大学理学院的支持下成立。1966年，文学学院创立。1968年米卢斯-科尔马大学技术学院设立，之后发展为米卢斯和科尔马的两个独立大学技术学院（IUT）。
1970年，这些机构统一为“上莱茵大学中心”（Centre Universitaire du Haut-Rhin, CUHR）。1975年10月8日，由时任法国总理雅克·希拉克签署法令，正式成立“上莱茵大学”，两年后更名为“上阿尔萨斯大学”。

## 组织结构
上阿尔萨斯大学包括8个教学和研究单位（UFR），2所大学技术学院（IUT）和2所工程师学校。大学还设有约15个研究实验室、一个大学学徒培训中心（CFAU）和继续教育中心。

### 学院与学院单位
- 文学、语言与人文学院（FLSH）
- 科学与技术学院（FST）
- 经济社会法律学院（FSESJ）
- 营销与农业科学学院（FMA）
- 米卢斯大学技术学院（IUT de Mulhouse）
- 科尔马大学技术学院（IUT de Colmar）

### 工程师学校
- 米卢斯国立高等化学学校（ENSCMu）
- 南阿尔萨斯国立高等工程师学校（ENSISA）

### 部分研究实验室
- 地中海-欧洲考古学和古代历史实验室（ARCHIMEDE）
- 理论与应用经济学研究所（BETA）
- 欧洲风险与灾难法研究中心（CERDACC）
- 组织管理研究中心（CREGO）
- 社会科学与技术历史研究中心（CRESAT）
- 风险与环境管理实验室（GRE）
- 欧洲语言与文学研究所（ILLE）
- HUBERT CURIEN多学科研究所（IPHC）
- 数学与计算机科学研究所（IRIMAS）
- 米卢斯材料科学研究所（IS2M）
- 分子创新与应用实验室（LIMA）
- 教育与传播科学实验室（LISEC）
- 光化学与高分子工程实验室（LPIM）
- 物理与纺织机械实验室（LPMT）
- 生物技术与环境实验室（LVBE）
- 欧洲社会与政治治理实验室（SAGE）